# Severská kombinace na Zimních olympijských hrách 1960
Severská kombinace na Zimních olympijských hrách 1960 probíhala na můstcích Papoose Peak Ski jumping hill v areálu Squaw Valley Ski Resort ve Squaw Valley a na stadionu McKinney Creek Stadium a v jeho okolí v Tahomě.

## Přehled medailí
| Pořadí | Země                           | Zlato | Stříbro | Bronz | Celkově |
| ------ | ------------------------------ | ----- | ------- | ----- | ------- |
| 1.     | Tým sjednoceného Německa (EUA) | 1     | 0       | 0     | 1       |
| 2.     | Norsko (NOR)                   | 0     | 1       | 0     | 1       |
| 2.     | Sovětský svaz (URS)            | 0     | 0       | 1     | 1       |
|        | Celkem                         | 1     | 1       | 1     | 3       |

## Medailisté

### Muži
| Disciplína              | Zlato                                        | Výkon   | Stříbro                       | Výkon   | Bronz                                 | Výkon   |
| ----------------------- | -------------------------------------------- | ------- | ----------------------------- | ------- | ------------------------------------- | ------- |
| Jednotlivci (K95/15 km) | Georg Thoma · Tým sjednoceného Německa (EUA) | 457.952 | Tormod Knutsen · Norsko (NOR) | 453.000 | Nikolay Gusakov · Sovětský svaz (URS) | 452.000 |